# Parroquia Tacarigua de la Laguna
Tacarigua de la Laguna es una de las 5 parroquias que componen el municipio  Páez del estado  Miranda en Venezuela. La parroquia es fundamentalmente turística aprovechando los paisajes naturales como el litoral del Mar Caribe y el  parque nacional Laguna de Tacarigua el cual abarca la mayor parte del territorio de la parroquia.

## Ubicación
Se encuentra al norte del municipio en el litoral del Mar Caribe, limitando:
Norte: Mar Caribe
Este: Pedro Gual (Machurucuto)
Sur: Parroquia San Fernando del Guapo

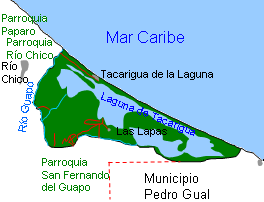
Mapa de la parroquia

Oeste: Parroquia Río Chico

## Población
La población principal es su capital Tacarigua de la Laguna, existe también la población de Las Lapas al sur de la parroquia donde hay un laboratorio dedicado al estudio del cangrejo azul. El principal sustento de la parroquia es el turismo, siendo conocida por sus hoteles, posadas y resorts. Tiene una temperatura media de 27 °C y se encuentra a 4 m s. n. m.

### Eventos recientes
Al igual que otros municipios del Estado Miranda como Mamporal y San José, sufrió las consecuencias de las crecidas del Río Tuy durante los últimos días del mes de noviembre de 2010.

## Sitios de Referencia
- Playa Linda. Noroeste del pueblo.
- Playa Miami. Sureste del pueblo.

- Posada Tortuga Lodge. En el centro del litoral

- Las Lapas. Al sur de la Laguna de Tacarigua.